# Lenny (povídka)
Lenny je vědeckofantastická povídka spisovatele Isaaca Asimova. Poprvé vyšla v roce 1958 v časopise Infinity Science Fiction. Česky vyšla např. ve sbírkách Vize robotů (1994) a Robohistorie II. (2004).

## Postavy
- Susan Calvinová - robopsycholožka firmy na výrobu robotů Americká korporace robotů a mechanických lidí (AKRaML, anglicky US Robots and Mechanical Men)
- Alfred Lanning - ředitel výzkumu v AKRaML
- Peter Bogert - hlavní matematik AKRaML
- Charles Randow - počítačový technik AKRaML
- Mortimer W. Jacobson - 16letý chlapec na prohlídce v AKRaML
- Lenny - prototyp robota série LNE

## Děj
Ve firmě specializované na výrobu robotů - Americké korporaci robotů a mechanických lidí (AKRaML, anglicky US Robots and Mechanical Men) pořádají nově každý týden veřejnou prohlídku, aby se ve společnosti zmírnila všeobecná fobie z robotů (tzv. „Frankensteinův komplex“) a aby podnítili lidi k zájmu o robotiku a získali tak potenciálně nové odborníky. Během jedné z prohlídek zapomene pověřený pracovník uzamknout důležitou klávesnici, se kterou si v nestřeženou chvíli pohraje 16letý chlapec Mortimer W. Jacobson. Nemá ani ponětí, co tím způsobil. Ve firmě se právě vyvíjí nová série robotů LNE určená k těžbě bóru v pásu asteroidů. Díky Jacobsonovu zásahu se prototyp robota LNE stane po všech stránkách podobný dítěti. Ačkoli má řečové centrum, nedokáže zformulovat souvislou větu. To je případ pro hlavní robopsycholožku dr. Susan Calvinovou. Ta robota ochrání před likvidací, kterou prosazují ředitel výzkumu dr. Lanning i matematik Peter Bogert. Vedoucí pracovníci svůj tlak stupňují poté, co robot zlomí ruku jednomu ze zaměstnanců - Charlesi Randowovi. Calvinová však přijde na to, že Lenny to neudělal úmyslně a neporušil tak první zákon robotiky, protože nedokázal odhadnout křehkost lidského těla. Přesto se zdá, že vypukne panika a protirobotické nálady na Zemi, ale inteligentní dr. Calvinová navrhuje využít situaci ve prospěch firmy. Totiž přiznat, že práce s roboty není bez nebezpečí, jak se snaží vylíčit současné vedení firmy. Tímto krokem lze přitáhnout zájem lidí s odvážnou povahou - nových výzkumníků. Riziko totiž obsahují i další složky lidské činnosti, např. jaderná technologie nebo lety do vesmíru. Bogert s Lanningem dospějí k závěru, že hlavním motivem jednání Calvinové je záchrana robota, kterého si oblíbila jako by byl její vlastní dítě.